# Andtjärnen (Idenors socken, Hälsingland)
Andtjärnen är en sjö i Hudiksvalls kommun i Hälsingland och ingår i Harmångersån-Delångersåns kustområde. Sjön är 2,4 meter djup, har en yta på 0,0279 kvadratkilometer och är belägen 38 meter över havet.